# MacIain de Glencoe
Les MacIain de Glencoe aussi appelés Clan Iain Abrach ou plus simplement les MacDonald de Glencoe étaient une petite branche du Clan Donald, l'un des puissants clan écossais,.

## Histoire
La branche nait entre 1308 et 1314, alors que les terres de Glen Coe sont dominées par le clan MacDougall. Lors de la première guerre d'indépendance écossaise, les MacDougall s'opposent à Robert Bruce, auquel se rallie le clan Donald. Après la bataille de Bannockburn, Robert Bruce offre en récompense les terres de Glencoe à Angus Og MacDonald, qui les transmet à son fils bâtard, Iain Fraoch (Iain de la bruyère), lequel s'y établit et fonde la nouvelle branche du clan.  

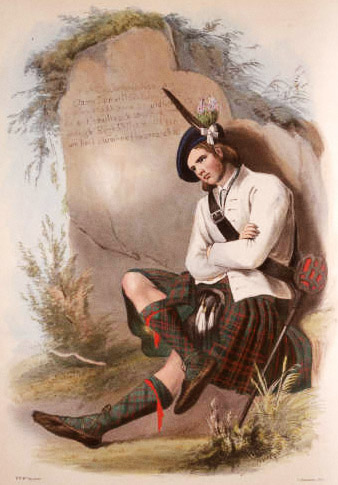
Représentation romantique de 1845 d'un membre du clan, reconnaissable à son tartan.

Le clan vécut pendant près de quatre siècles dans cette vallée de Coe, y exploitant les terres ingrates et vivant de l'élevage des moutons, aux côtés de leurs sujets. À partir de 1501, le clan s'oppose à celui des Campbell d'Argyll voisins qui cherchent à étendre leur territoire, dans un contexte de raids et de vols de moutons.
Le 13 février 1692, la plus grande partie des MacDonald de Glencoe fut tuée lors du Massacre de Glencoe par les troupes de Robert Campbell de Glenlyon. Quelques membres purent échapper au massacre et se dispersèrent dans toute l’Écosse, avant d'être autorisés 6 mois plus tard à venir se réinstaller sur leurs terres .
Par la suite, le clan se battit aux côtés de la maison Stuart pendant la Rébellion jacobite de 1715 lors de la bataille de Sheriffmuir et pendant la Rébellion jacobite de 1745 lors de la bataille de Prestonpans.
Selon le clan Macdonald, la dernière représentante du clan était Ellen Burns-Macdonald, qui en 1883 érigea un mémorial en souvenir du massacre.

## Hommages
Le massacre du clan est célébré tous les ans le 13 février.
La chanteuse Moira Kerr a créé en 1989 une chanson en hommage au clan, MacIain of Glencoe.